# Belgravia
Belgravia es un barrio del centro de Londres, entre los distritos de Ciudad de Westminster y Kensington y Chelsea. Conocido por sus lujosas propiedades residenciales, es uno de los barrios más ricos y exclusivos del mundo. Belgravia se encuentra en su mayoría al suroeste del Palacio de Buckingham, y está aproximadamente delimitado por Knightsbridge por el norte, Grosvenor Place y Buckingham Palace Road hacia el este, Pimlico Road hacia el sur, y Sloane Street hacia el oeste.

## Historia
La zona toma su nombre de uno de los títulos subsidiarios del Duque de Westminster, el de Vizconde de Belgrave. El pueblo de Belgrave, en Cheshire, está a 3 km de la casa de campo de la familia Grosvenor en Eaton Hall.
La mayor parte de la zona era propiedad de Richard Grosvenor, segundo Marqués de Westminster, y se desarrolló a partir de la década de 1820. Belgravia se caracteriza por las grandes terrazas de sus casas de estuco blanco, y tiene su centro en Belgrave Square y Eaton Square. Fue desde su nacimiento uno de los barrios residenciales más modernos de Londres, manteniendo este estatus hasta la época moderna. Es un barrio relativamente tranquilo en comparación con los distritos vecinos, salpicados de tiendas, grandes edificios de oficinas, hoteles y lugares de entretenimiento. Muchas embajadas están ubicadas en la zona, especialmente en Belgrave Square.
Después de la Segunda Guerra Mundial algunas de las mayores casas del barrio dejaron de ser utilizadas como viviendas, para pasar a convertirse en sedes de instituciones como embajadas, sedes de caridad e instituciones profesionales. 
En el siglo XXI la exclusividad del barrio incluso ha aumentado. El coste promedio de una casa en Belgravia en marzo de 2010 era de £ 6,6 millones. Existen casas en Belgravia que se encuentran entre las más caras en cualquier parte del mundo, con un coste de hasta £ 100 millones, a unas £ 4671 el pie cuadrado.

## Residentes notables

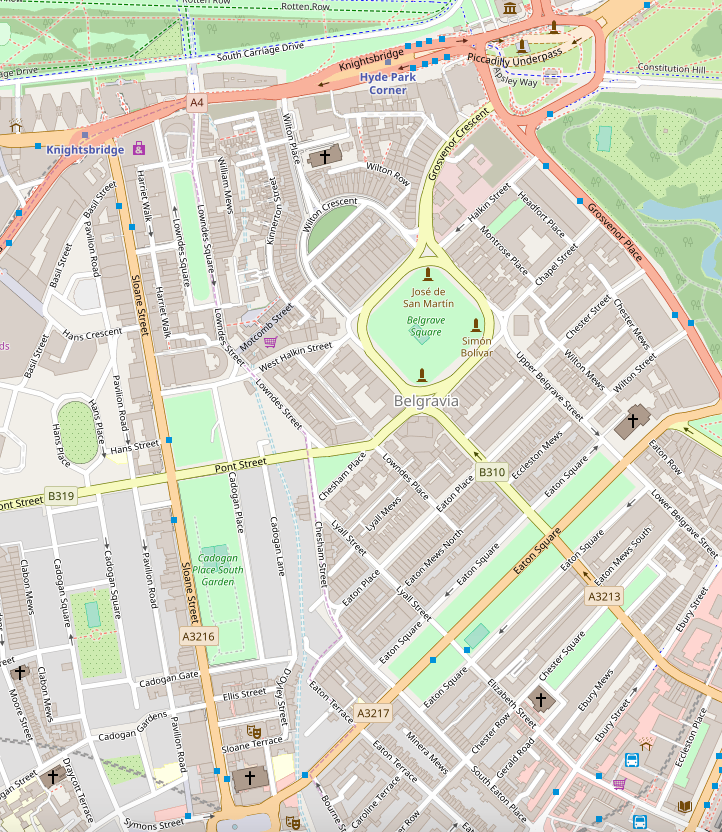
Plano de Belgravia. En el centro, en color verde, Belgrave Square.

Los residentes notables en el barrio incluyen a los primeros ministros Stanley Baldwin (1867–1947), Arthur Neville Chamberlain (1869–1940) y Margaret Thatcher (1925–2013), el filántropo estadounidense George Peabody (1795–1869), el compositor polaco Frederic Chopin (1810–1849), el compositor austríaco Wolfgang Amadeus Mozart (1756–1791), las actrices Edith Evans (1888–1976) y Vivien Leigh (1913–1967), el mánager de The Beatles Brian Epstein (1934–1967), el novelista Ian Lancaster Fleming (1908–1964), los actores Sean Connery, Roger Moore, la escritora Mary Shelley (1797–1851), el poeta Alfred Tennyson (1809–1892), William Pirrie, Lord Vizconde de Pirrie (1847-1924) o el anatomista Henry Gray, autor de Anatomía de Gray y el lugar donde vivió y falleció el dos veces presidente de Colombia Alfonso López Pumarejo.
Sus residentes más célebres en época moderna son el millonario Roman Abramovich en Lowndes Square; la actriz y escritora Joan Collins, que vivió en Eaton Place; la actriz y cantante Sarah Brightman, el compositor Andrew Lloyd Webber, la presentadora Nigella Lawson, la top-model Elle Macpherson, y la actriz Jennifer Saunders. Es también el lugar de nacimiento de Randolph Churchill (padre de Winston Churchill), Diana Mosley, Christopher Lee y la princesa Magdalena de Suecia.